# 泰贝萨
35°24′N 8°07′E / 35.400°N 8.117°E
泰贝萨（阿拉伯语：‎）位于北非国家阿尔及利亚东北部邻近突尼斯边境，是泰贝萨省的首府，人口约17万。